# رودولف كريتلين
رودولف كريتلين (بالألمانية: Rudolf Kreitlein)‏ (14 نوفمبر 1919 - 31 يوليو 2012)، هو حكم دولي ألماني سابق. مارس نشاطه التحكيمي في عقد الستينات. اشتُهر بحادثة مباراة إنجلترا والأرجنتين في ربع نهائي كأس العالم لكرة القدم 1966 حينما خسر المنتخب الأرجنتيني بهدف يتيم أثار جدلاً واسعاً. حيث أثار احتساب الهدف غضب لاعبي الأرجنتين الذين اعتبروا أن هيرست كان في موقف تسلل.

## روابط خارجية
- رودولف كريتلين على موقع Soccerway.com (الإنجليزية)